# カルロス・ガブリエル・サラサール
カルロス・ガブリエル・サラサール（Carlos Gabriel Salazar、1964年5月5日 - ）は、アルゼンチンの男性プロボクサー。チャコ州プレジデンシナ・ロケ・サエンス・ペーニャ出身。元IBF世界スーパーフライ級王者。元WBO世界フライ級王者。世界2階級制覇王者。

## 来歴
1985年12月7日、ブエノスアイレスでデビューを戦を行い2回TKO勝ちでデビュー戦を白星で飾った。
1988年6月18日、チャコ州フライ級王座決定戦をドミンゴ・サントス・アラゴンと対戦し10回判定勝ちで王座獲得に成功した。
1988年12月18日、アルゼンチンフライ級王者アドリアン・ダニエル・ローマンと対戦し12回判定勝ちで王座獲得に成功した。
1990年4月11日、南米フライ級王者アドリアン・ダニエル・ローマンと再戦し4回KO勝ちで王座獲得に成功した。
1990年5月1日、タイバンコクでWBC世界フライ級王者ソット・チタラダと対戦し12回0-3の判定負けで王座獲得に失敗した。
1990年11月16日、アルゼンチンフライ級王座初防衛戦を後のWBA世界フライ級王者ウーゴ・ソトと対戦し8回終了時棄権で初防衛に失敗し王座から陥落した。
1991年7月13日、ホセ・ハミルトン・ロドリゲスと対戦し12回判定勝ちで南米フライ級王座初防衛に成功した。
1993年7月3日、韓国ソウルでWBC世界スーパーフライ級王者文成吉と対戦し12回1-2の判定負けでまたしても王座獲得に失敗した。
1994年4月13日、後の世界3階級制覇王者マルコ・アントニオ・バレラとWBC世界スーパーフライ級指名挑戦者決定戦を行い、12回0-2の判定負けを喫したものの、バレラが試合前の計量で失格となったため代替で指名挑戦権を獲得した。
1994年8月7日、日本のリングに初登場。有明コロシアムでWBC世界スーパーフライ級王者川島郭志と対戦し12回0-3の判定負けでまたしても王座獲得に失敗した。
1995年10月7日、20戦無敗のIBF世界スーパーフライ級王者ハロルド・グレイと対戦し12回2-1の判定勝ちで念願の王座獲得に成功した。
1996年2月10日、イタリアローマのパラスポートで15戦全勝のアントネロ・メリスと対戦し6回2分50秒TKO勝ちで初防衛に成功した。
1996年4月27日、ハロルド・グレイとリマッチを行い12回0-3の判定負けを喫し1年前のリベンジを許し2度目の防衛に失敗し王座から陥落した。
1996年9月6日、WBO世界フライ級王者アルベルト・ヒメネスと対戦し12回1-1の三者三様の引き分けに終わり2階級制覇に失敗した。
1996年12月3日、アルベルト・ヒメネスと3か月振りのリマッチを行い10回TKO勝ちで2階級制覇に成功した。
1997年3月8日、バハ・カリフォルニア州メヒカリでアントニオ・ルイスと対戦し12回1-0の引き分けで初防衛に成功した。
1997年5月23日、アントニオ・ルイスとリマッチを行い12回3-0の判定勝ちで2度目の防衛に成功した。
1997年7月19日、サルデーニャ州でサルヴァトーレ・ファーニと対戦し12回3-0の判定勝ちで3度目の防衛に成功した。
1997年10月10日、エベラルド・モラレスと対戦し12回3-0の判定勝ちで4度目の防衛に成功した。
1998年3月21日、後のWBO世界スーパーフライ級王者ホセ・ロペスと対戦し12回3-0の判定勝ちで5度目の防衛に成功した。
1998年8月14日、バハ・カリフォルニア州メヒカリのアウディトリオ・デル・エスタドにて、ルーベン・サンチェス・レオンと対戦し8回2分47秒TKO負けを喫し6度目の防衛に失敗し王座から陥落したのを最後に現役を引退した。

## 獲得タイトル
- チャコ州フライ級王座
- アルゼンチンフライ級王座
- 南米フライ級王座
- 第11代IBF世界スーパーフライ級王座（防衛1度）
- 第6代WBO世界フライ級王座（防衛5度）